# Kàlmius
El riu Kàlmius (rus: Кальмиус, ucraïnès: Кальміус) és un riu curt costaner de l'est d'Ucraïna que recorre l'óblast de Donetsk i desemboca al mar d'Azov. Entre 2014 i la invasió russa d'Ucraïna del 2022 va fer de límit entre l'autoproclamada República Popular de Donetsk i la resta del territori controlat pel govern.
El Kàlmius passa per les ciutats de Donetsk, Komsomolske i Mariupol. Prop del poble de Primorskoe té un cabal mitjà anual de 6,23 m³/s. S'utilitza per al reg i el subministrament d'aigua industrial. Al curs superior del Kàlmius hi ha l'embassament de Verkhnekalmiusskoe, que forma part del conjunt d'estructures hidràuliques del canal Seversky Donetsk-Donbàs.